# Ultimate Patrol
Pour plus de détails, voir Fiche technique et Distribution.
Ultimate Patrol, en français « patrouille ultime (l’objectif) », est un téléfilm d'horreur et de guerre,,,, américain diffusé en 2008 et réalisé par Daniel Myrick qui a également dirigé  Le Projet Blair Witch  et  Believers (film) (en), mettant en vedette Jonas Ball, Matthew R. Anderson, et Michael C. Williams. L'histoire du film se déroule en Afghanistan, mais le film a été tourné en langue anglaise au Maroc en avril 2008 et aux États-Unis en février 2009.

## Synopsis
En 2000, un fort taux de radioactivité est détecté au milieu du désert de la région de Ghazni supposément hantée. En pleine Guerre d'Afghanistan, Benjamin Keynes, agent de la Central Intelligence Agency réunit une équipe de la Special Forces et leur indique que leur mission est de trouver un très important religieux afghan sous le nom de Mohammed Aban. Le chef d'équipe, Wally Hamer, ordonne à ses hommes d'être prêts. L’équipe est déposée dans un village du sud de l'Afghanistan, mais le religieux Aban est parti se cacher dans une montagne sacrée. Avec sa caméra thermique, Keynes trouve un talisman dans la maison de Aban.
L'équipe trouve un guide local, Abdul, qui accepte de les conduire dans la montagne sacrée.
Dans les montagnes, l’équipe est prise en embuscade par des talibans armés qui tuent Trinoski, l'expert en démolition. L'équipe tue plusieurs talibans armés, mais quand ils recherchent leurs corps, ils ont disparu.
La nuit tombée, l'équipe voit les deux phares d'un véhicule qui s’approche. Cependant, les deux lumières se séparent et s’envolent rapidement dans le ciel pour disparaître.
L’équipe passe un appel radio pour demander à être réapprovisionnée par un hélicoptère. Le lendemain, ils ne peuvent pas obtenir la réception sur leur radio ou GPS. Leur camion, endommagé lors de l'embuscade, tombe en panne.
La nuit, l'équipe entend un hélicoptère approcher, mais les soldats n’arrivent pas à le repérer. Comme leur radio ne fonctionne pas, ils envoient une fusée éclairante dans le ciel pour se faire signaler par l'hélicoptère. Alors que l'hélicoptère, encore invisible, semble être directement au-dessus d'eux, le bruit s’arrête brusquement. La radio émet un message ressemblant à du persan ou de l’arabe, mais personne ne peut comprendre.
L’équipe cache le corps de Trinoski de sorte qu'ils peuvent se déplacer vers une position plus sûre pour la nuit. Le lendemain matin, l'équipe trouve le corps de Trinoski éparpillé à travers les rochers.
Plus haut sur la montagne, l'équipe repère des marques triangulaires étranges faites de bâtons à travers la surface de la montagne.
Les hommes continuent à pied dans ce milieu aride et rocailleux, la fatigue, la frustration et la confusion prennent leur droit sur les membres de l'équipe.
Ils entrent dans une grotte. À l'intérieur, ils trouvent un vieil homme qui leur donne un abri et remplit leurs gourdes. Le Sergent Sadler remarque que sous la robe de l'homme, se trouve un uniforme de l’armée britannique datant de 1842. Sadler raconte aux autres l’histoire de la façon dont le 44e régiment d’infanterie britannique a disparu dans les montagnes de l'Afghanistan, laissant un seul survivant, qui a déclaré avoir été témoin du miracle de Satan.
Dans la matinée, le sergent Cole observe le vieil homme qui apparemment se parle à lui-même. Mais quand Cole regarde à travers ses lunettes de vision nocturne, le soldat voit cinq ou six hommes en robes noires avec des épées. Pris de panique, le soldat Cole ouvre le feu, tuant accidentellement le vieil homme.
Abdul dit qu'ils doivent enterrer le corps, mais Keynes ordonne à l'équipe de partir au cas où l'ennemi les a entendus.
Le médecin développe des douleurs d'estomac horribles. Alors qu'il tente de boire, il s’aperçoit que sa gourde est remplie de sable, tout comme les gourdes des autres.
Abdul est surpris de trouver une vallée qui n’était pas là auparavant. Abdul avertit Keynes qu'ils ont affaire à un phénomène surnaturel qui est au-delà de la conception humaine et a des conséquences mortelles.
Les soldats voient une lumière éblouissante qui disparaît. Ils trouvent un simple écrou de vissage. Abdul se suicide en sautant d'une falaise. Les tensions entre les hommes augmentent, ils demandent à Keynes la vérité. Keynes leur montre un enregistrement de sa caméra à imagerie thermique et les informe sur le véritable motif. La vidéo thermique montre un objet triangulaire dans le désert. La CIA a suivi ce phénomène depuis 1980 et a envoyé Keynes et l'équipe des forces spéciales pour enquêter davantage.
Depuis le début, Keynes enregistre avec sa caméra thermique des images et les envoie à Langley par un laser de pointe visant les satellites de la CIA.
Keynes explique que cet objet triangulaire provient d'une ancienne mythologie indienne appelée 'Vimanas », une sorte d’OVNI en forme de triangle, qui a été attaqué par Alexandre le Grand quand il est venu dans cette région.
À court de munitions, d'eau et de nourriture, l'équipe erre loin dans le désert où ils rencontrent enfin les vimanas à l’endroit où le régiment britannique a été détruit, la Vallée des Ossements.
Sadler prend peur et ouvre le feu sur les vimanas apparemment invisibles. Keynes s’enfuit avec Vincent Degetau et l'abandonne comme il est trop malade pour continuer. Épuisé et traumatisé, Keynes cherche de l'eau. Il rencontre une oasis, boit de l'eau et découvre le corps de Hamer.
Quand Keynes se réveille dans la nuit, il entend le bruit lointain d'un hélicoptère et tire un coup de pistolet de détresse. Simultanément, plusieurs fusées partent de la vallée. Deux êtres s’approchent de lui. Keynes a des visions et des hallucinations de divers objets et des paysages de ses précédentes rencontres, l'obligeant à entrer en transe.
À la fin du film, Keynes est à l'intérieur d'une chambre d'hôpital, où les médecins et un colonel militaire l'observent à travers une fenêtre de verre. Keynes flotte plusieurs centimètres au-dessus d'un lit, en tenant dans sa main, le talisman qu’il a trouvé dans la maison de Aban. Dans un état de transe, il murmure, « Il nous sauvera tous… »
Dans le générique de fin, la femme de Keynes est interviewée et affirme que sa famille n'a pas encore été informée au sujet de Keynes et conclut qu’il lui manque.

## Fiche technique
- Scénario : Daniel Myrick, Mark A. Patton et Wesley Clark Jr.
- Photographie : Stéphanie Martin
- Durée : 90 minutes
- Pays :  États-Unis,  Maroc

## Distribution
- Jonas Ball : Benjamin Keynes, Agent de la CIA
- Matthew R. Anderson : adjudant-chef Wally Hamer
- Jon Huertas : sergent Vincent Degetau, équipe médicale
- Michael C. Williams : sergent Trinoski, expert en démolition
- Sam Hunter : sergent Tim Cole, Fusil homme
- Jeff Prewett : sergent Pete Sadler, Sniper
- Kenny Taylor : Master Sergeant (en) Tanner, mitrailleur
- Chems-Eddine Zinoune : Abdul
- P. David Miller : Major Matt McCarthy
- Vanessa Johansson : Stacy Keanes
- Jacqueline Harris : Matilde Seymour